# Cerro Cóndor
Cerro Cóndor est une localité rurale argentine située dans le département de Futaleufú, dans la province de Chubut.

## Démographie
La localité compte 67 habitants (Indec, 2010), ce qui représente un déclin de 19,2 % par rapport au précédent recensement qui comptait 83 habitants (Indec, 2001).

## Patrimoine
En 2009, le paléontologue argentin Diego Pol découvre le squelette d'un théropode près du village de Cerro Cóndor ; l'espèce-type est nommée Eoabelisaurus.